# Uromys anak
Uromys anak  (Thomas, 1907) è un roditore della famiglia dei Muridi, diffuso nella cordigliera centrale della Nuova Guinea.

## Descrizione

### Dimensioni
Roditore di grandi dimensioni, con lunghezza della testa e del corpo tra 270 e 335 mm, la lunghezza della coda tra 228 e 400 mm, la lunghezza del piede tra 61,3 e 75,5 mm, la lunghezza delle orecchie tra 16 e 26,5 mm e un peso fino a 1,02 kg.

### Aspetto
La pelliccia è ruvida. Le parti superiori sono bruno-grigiastre, più scure lungo la schiena e più rossicce nella parte posteriore, il muso e il mento sono marrone scuro, mentre le parti ventrali sono bianche con dei riflessi brunastri. Le orecchie sono corte.  Il dorso delle zampe è bruno-grigiastro, le zampe anteriori sono rossicce scure. La coda è più lunga della testa e del corpo ed è uniformemente nera, con la parte basale densamente ricoperta di peli rossicci.

## Biologia

### Comportamento
È una specie poco comune, talvolta si rifugia all'interno delle grotte. Gruppi fino a 12 individui possono rifugiarsi insieme all'interno di alberi cavi, piante epifite o Pandanus.

### Riproduzione
Le femmine danno alla luce fino a 4 piccoli alla volta.

## Distribuzione e habitat
Questa specie è diffusa lungo la cordigliera centrale e nella Penisola di Huon, nella Nuova Guinea.
Vive nelle foreste tropicali primarie umide e nelle foreste degradate, sebbene non sia stata registrata nelle foreste secondarie a meno che non si tratti foreste antiche.

## Tassonomia
Sono state riconosciute 3 sottospecie:
- U.a.anak: Parte orientale della cordigliera centrale della Nuova Guinea;
- U.a.albiventer (Groves & Flannery, 1994): Parte occidentale e centrale della cordigliera centrale della Nuova Guinea;
- U.a.rotschildi (Thomas, 1912): Penisola di Huon, Nuova Guinea orientale.

## Conservazione
La IUCN Red List, considerato il vasto areale, la popolazione numerosa e la presenza in diverse aree protette, classifica M.anak come specie a rischio minimo (Least Concern).